# Харриет Джонс
Харриет (Гарриет) Джонс — персонаж британского научно-фантастического телесериала «Доктор Кто», сыгранный английской актрисой Пенелопой Уилтон. С возобновлением сериала, Харриет появилась в двух сериях «Пришельцы в Лондоне» и «Третья мировая война» в качестве члена парламента, помогая Девятому Доктору подавить вторжение на Землю. Позже, став премьер-министром, она встретилась с Десятым Доктором в специальном выпуске «Рождественское вторжение» и, уже лишившись поста премьера, героически погибла в эпизоде «Украденная Земля».

## Замысел и производство
Роль Харриет Джонс была специально написана для Уилтон сценаристом и исполнительным продюсером сериала Расселлом Ти Дейвисом, с которым она уже прежде встречалась в работе над «Бобом и Розой» (англ. Bob and Rose, ITV, 2001). Персонаж был представлен публике в эпизоде 2005 года «Пришельцы в Лондоне» как скромная и никому не известная женщина-депутат «из задних рядов», представляющая в парламенте избирателей крохотного (вымышленного) местечка Северный Флайдэйл (англ. Flydale North). После ухода Кристофера Экклстона с главной роли Дэйвис стремился включить элементы всего сезона-2005 в Специальный рождественский выпуск того же года, ставший первой полной серией с Десятым Доктором в исполнении Дэвида Теннанта, чтобы достичь единства восприятия и убедить в дальнейшем развитии сюжета зрителей, обеспокоенных внезапной заменой ведущего актёра. В том числе ради этого он и продюсер Филл Коллинсон утвердили возвращение персонажа Уилтон, теперь уже заявленной в качестве премьер-министра.

## Сюжетная линия
Харриет появляется в первом сезоне новейших серий в эпизоде «Пришельцы в Лондоне» и его второй части «Третья мировая война» в качестве члена парламента. В этом эпизоде она тайно пробирается в кабинет на Даунинг Стрит № 10 и узнаёт о коварном плане Сливинов. Впоследствии вместе с Доктором, Розой и Микки она запускает крылатую ракету «Гарпун» в здание, уничтожая врагов. Доктор говорит Розе, что Харриет станет премьер-министром, её изберут 3 раза, и ей Британия будет обязана своим золотым веком.
Позже Харриет возвращается в специальном выпуске «Рождественское вторжение», действие которого происходит через несколько месяцев уже после того, как она стала премьер-министром. Вслед за тем как Доктор заставил Сикораксов, вторгшихся на Землю, улететь обратно на свою планету, Харриет приказывает секретной организации Торчвуд уничтожить их корабль, ссылаясь на то, что Доктор не всегда сможет им помочь.
Но вскоре (по вине Доктора) Харриет лишилась статуса премьер-министра, который затем получил мистер Саксон.
Последний раз Харриет появляется в финале 4-го сезона в серии «Украденная Земля». Пока Земля сдаётся во власть далеков, Харриет с помощью парциальной сети объединяет команду Торчвуда, Сару Джейн с Люком, Марту и Розу, чтобы найти Доктора и позвать его на Землю. Харриет произносит почти то же самое, что и в «Рождественском Вторжении»: необходимо было предвидеть такой момент, когда Доктора не окажется с ними. Объединение с энергией трещины в Кардиффе, включение парциальной сети на максимум и помощь Мистера Смита делают парциальную сеть видимой. Обнаружив управляющий сигнал из дома Харриет, далеки в первую очередь врываются к ней. Переадресуя управление сетью в Торчвуд, Харриет без страха встречает далеков, которые незамедлительно казнят её.

## Другие появления
В «Судном дне» Харриет Джонс — президент на параллельной Земле. Пит Тайлер называет эпоху её правления «Золотым веком».

## Между «Рождественским вторжением» и «Украденной Землёй»
В серии «Украденная Земля», когда активировалась парциальная сеть в доме Донны, на переднем плане был отчётливо слышен звук барабанов, ритм которого всё время отстукивал Мастер. До выхода серии «Конец времени» многие фанаты сериала считали, что следующее возвращение Мастера может быть связано с Харриет, и что рука, которая подняла кольцо в серии «Последний Повелитель Времени», принадлежала ей.
Как вариант объяснения — парциальная сеть построена на основе системы «Архангел».

## Характер и популярные черты персонажа
Одна из забавных особенностей Харриет Джонс — постоянно представляться каждому встречному репликой в форме: «Харриет Джонс, <пост в государстве>», предъявляя при этом также развёрнутое служебное удостоверение. Она приобрела эту привычку, будучи никому не известным депутатом от «крохотного местечка», о котором никто ничего не слышал. Но продолжает так же себя вести, даже став премьер-министром (как и покинув затем этот пост), чем побуждает многих людей (и не только людей) отвечать: «Да, [я знаю / мы знаем], кто Вы» (англ. «Yes, [I/we] know who you are»). Таким же образом она встречает и далеков, посланных убить её, с тем же ответом.
Она — особенно трезво мыслящая женщина, не склонная впадать в панику; фактически — чем ситуация хуже, тем Харриет Джонс решительнее и сильнее.
Как это обычно принято при изображении вымышленных политиков на британском телевидении, партийная принадлежность Харриет Джонс не заявлена прямо, однако она обмолвилась, что не является одной из «малышек» (Блэра) — то есть женщин-лейбористок, а «всего лишь верной заднескамеечницей» (англ. «just a faithful back-bencher»), депутатом из задних рядов. Единственное точное указание в отношении её политических взглядов — это то, что она голосовала против Иракской войны.

## Эпизоды
Список всех эпизодов, в которых появляется Харриет Джонс:
| Номер | # | Эпизод                 | Оригинальное название | Сценарист         | Режиссёр  | Дата выхода    | Код |
| ----- | - | ---------------------- | --------------------- | ----------------- | --------- | -------------- | --- |
| 160a  | 1 | «Пришельцы в Лондоне»  | «Aliens of London»    | Расселл Ти Дейвис | Кейт Боук | 16 апреля 2005 | 1.4 |
| 160b  | 2 | «Третья мировая война» | «World War Three»     | Расселл Ти Дейвис | Кейт Боук | 23 апреля 2005 | 1.5 |

| Номер | # | Эпизод                     | Оригинальное название     | Сценарист         | Режиссёр  | Дата выхода     | Код |
| ----- | - | -------------------------- | ------------------------- | ----------------- | --------- | --------------- | --- |
| 167   | 0 | «Рождественское вторжение» | «The Christmas Invansion» | Расселл Ти Дейвис | Еврос Лин | 25 декабря 2005 | 2.X |

| Номер | # | Эпизод             | Оригинальное название | Сценарист         | Режиссёр    | Дата выхода  | Код  |
| ----- | - | ------------------ | --------------------- | ----------------- | ----------- | ------------ | ---- |
| 198a  | 0 | «Украденная Земля» | «Stolen Earth»        | Расселл Ти Дейвис | Джеймс Хоуз | 28 июня 2008 | 4.12 |